# East Jesus Nowhere
"East Jesus Nowhere" is een nummer van de Amerikaanse punkgroep Green Day, geproduceerd door Butch Vig. Het werd de derde single van het achtste studioalbum 21st Century Breakdown.
De clip werd uitgebracht op 17 september 2009. Het laat de montage zien van een liveconcert van hun 21st Century Breakdown World Tour.